# Jaroslav Hašek
Jaroslav Hašek, češki pisatelj in vojak, * 30. april 1883 , Praga, † 3. januar 1923, Lipnice nad Sázavou.

## Življenje
Jaroslav Hašek se je rodil učitelju matematike Josefu Hašku in njegovi ženi Kateřini kot eden od treh otrok. Zaradi revščine se je družina veliko selila. Pri trinajstih letih mu je zaradi alkoholizma umrl oče. Hašek je končal poslovno šolo in delal kot bančni uradnik, prodajalec psov, novinar in pisatelj. Družil se je s cigani in potepuhi in veliko popival. Leta 1906 se je pridružil anarhističnemu gibanju, v okviru katerega je predaval proletariatu in urejal anarhistični časopis Komuna. Postal je viden član gibanja, zato ga je policija skrbno nadzorovala. Večkrat je bil aretiran, med drugim tudi zaradi vandalizma, napada na policista in skrunjenja zastave. Ko je leta 1907 spoznal svojo bodočo ženo Jarmilo Mayerovo, se je začel počasi odmikati od anarhizma in se nameraval zaposliti kot pisatelj. Leta 1910 je bil imenovan za urednika časopisa Svět zvířat (Živalski svet). To mesto je kmalu izgubil, saj je objavljal članke o živalih, ki so bile le plod njegove domišljije. Istega leta se je z Jarmilo Mayerovo poročil, rodil se jima je otrok, a zakon ni bil srečen. Ko je leta 1913 poskušal zaigrati samomor (preprečili so mu skok s Češkega mostu), je bil za krajši čas hospitaliziran v psihiatrično bolnišnico, žena pa se je odselila k svojim staršem. Med prvo svetovno vojno se je pridružil avstrijski vojski in leta 1915 padel v rusko ujetništvo, kjer je postal tajnik poveljnika ujetniškega taborišča. Ko so ga leta 1916 izpustili, se je pridružil Češki legiji kot pisec propagandnih člankov. Po februarski revoluciji leta 1917 je ostal v Rusiji in postal član boljševiške stranke in politični komisar ter si našel novo ženo, čeprav z Mayerovo uradno še nista bila ločena. Leta 1919 se je vrnil v Prago, kjer je bil označen kot izdajalec in bigamist, zato je za svoja dela težko našel založnika. Po vojni je bil Hašek težko bolan in močno predebel. Umrl je zaradi tuberkuloze, ki se je je nalezel med vojno.
Njegovo življenje je bilo težko, a kljub temu je v njem naredil veliko dobrega in napisal veliko del, ki jih beremo še danes.

## Literarno delo
Hašek je napisal okoli 1500 kratkih zgodb. Do leta 1909 jih je objavil 64. Leta 1912 je izšla njegova knjiga Dobrý voják Švejk a jiné podivné historky (dobri vojak Švejk in druge nenavadne zgodbe), kjer se je prvič pojavil lik, ki ga v poznejšem romanu spoznamo kot preprostega vojaka Švejka, ki vojno dojema kot imeniten gostilniški pretep. 
Roman Prigode dobrega vojaka Švejka v svetovni vojni (Osudy dobrého vojáka Švejka za světové války) je Hašek nameraval napisati v šestih delih, a je do svoje nenadne smrti končal le prve tri, četrtega pa je moral dokončati njegov prijatelj Karel Vanek, ki je napisal še peti in šesti del. Roman je prvič izšel leta 1923. Do danes je bil preveden v več kot 60 svetovnih jezikov, med njimi tudi v slovenščino.
Najbolj znano Haškovo delo, o Švejkovih prigodah v svetovni vojni, je v originalu in večini prevodov opremljeno z ilustracijami Haškovega prijatelja Josefa Lade. Ilustracije se besedilu tako dobro prilegajo, da je kombinacija praktično neločljiva umetnina. Nedokončano Haškovo delo je skušal dopolniti Karel Vanek, ki je opisal Švejkove doživljaje v ruskem ujetništvu.

### Slovenski prevodi del Jaroslava Haška
Izmed Haškovih del imamo v slovenščini v knjižni obliki:
- »Prigode dobrega vojaka Švejka v svetovni vojni«, ki je bil v češčini prvič natisnjen v štirih delih med letoma 1921 in 1923, imamo v več knjižnih izdajah.

- »Pustolovščine dobrega vojaka Švejka v svetovni vojni«, prevajalec Fran Govekar, Tiskovna zadruga, Ljubljana 1928

- »Dobri vojak Švejk med prvo svetovno vojno«, prevajalec ni naveden, Ljubljanski dnevnik, 1952

- »Dobri vojak Švejk v prvi svetovni vojni«, prevod Jože Zupančič,Državna založba Slovenije, 1962-1966

- »Prigode dobrega vojaka Švejka v svetovni vojni«, prevod Herman Vogel, Obzorja, Maribor in Pomurska založba, Murska Sobota 1982

- »Pustolovščine dobrega vojaka Švejka«, prevajalec in založnik: Evgen Jurič, Ljubljana 1992

- »Politična in socialna zgodovina stranke zmernega napredka v mejah zakona«« ,napisano leta 1911, kot knjiga pa natisnjeno šele 1963; slovenski prevod: Herman Vogel, Založba Obzorja, Maribor 1987.

- »Poveljnik Bugulme« prva izdaja leta 1921; prevedla Zdenka Jerman, ČGP Delo, Ljubljana 1976